# Genetic use restriction technology
Genetic use restriction technology (GURT) is een genetische technologie waarmee specifieke mogelijkheden van een plantenras afhankelijk worden gemaakt van een specifieke interventie. Meestal wordt dit afhankelijk gemaakt van behandeling met een specifieke stof, een zogenoemde inducer. De techniek wordt gebruikt voor het beperken van bepaalde ingebouwde eigenschappen van een plantenras, zoals de mogelijkheid om zaaizaad te vermeerderen of resistent te zijn tegen droogten. De technologie wordt gebruikt om de winstgevendheid van het verbeteren van plantenrassen te verhogen. 

## Typen
Er zijn twee typen GURT:
- Varietal GURT (V-GURT, ook wel terminatorzaad genoemd): een techniek waarbij genetische kenmerken voor reproductie aan- of uitgezet kan worden door het zaad te behandelen met een specifieke stof, een zogenaamde inducer. Meestal houdt dat in dat de planten pas kunnen ontkiemen nadat zij met de stof zijn behandeld.[1][2] Een ander voordeel van dit type gebruik is dat er vermeden wordt dat andere nieuwe genconstructen zich in het gewas verspreiden en dat voortijdige ontkieming wordt voorkomen.
- Trait-specific GURT (T-GURT): een techniek waarbij planten zodanig genetisch zijn veranderd dat zij met een speciale stof (inducer) bespoten moeten worden, voordat een specifieke reeds ingebouwde eigenschap, bijvoorbeeld resistentie tegen droogte, wordt geactiveerd.[3][2] Hierbij kan de plant zich wel vermeerderen, maar zullen de gewenste eigenschappen niet tot uiting komen als de zaden niet behandeld zijn met de activerende stof.

## Kritiek
Het kwekersrecht geeft kopers van plantenzaad het recht om het voor eigen gebruik te vermeerderen. Het beperken van de mogelijkheid om een plantenras te vermeerderen maakt de uitoefening van dit recht niet mogelijk. 

## Moratorium
De conferentie van het Biodiversiteitsverdrag (van Rio 1992) heeft in 2000 en 2006 de aangesloten landen voorlopig afgeraden toestemming te verlenen ("moratorium") voor veldproeven met GURT's totdat er voldoende wetenschappelijke gegevens bestaan over de risico's.